# Lijst van hoogste gebouwen van Utrecht (stad)
Dit is een lijst met de huidige hoogste gebouwen van de stad Utrecht. Onderaan deze pagina staat een lijst met toekomstige hoge gebouwen in Utrecht; gepland en in aanbouw.  
|    | Naam                                              | Hoogte                           | Voltooid  | Architect                                                | Verdiepingen | Afbeelding |
| -- | ------------------------------------------------- | -------------------------------- | --------- | -------------------------------------------------------- | ------------ | ---------- |
| 1  | Domtoren                                          | 112,3 m                          | 1382      | Jan van Henegouwen                                       | 6            |            |
| 2  | Introvert (onderdeel van project Wonderwoods)     | 107 m                            | 2024      | Stefano Boeri Architetti                                 | 32           |            |
| 3  | Rabobank Bestuurscentrum (Rabotoren, Verrekijker) | 105 m                            | 2011      | Rob Ligtvoet                                             | 26           | Rabotoren  |
| 4  | Central Park                                      | 96,4 m                           | 2021      | Adam Visser, Group A                                     | 24           |            |
| 5  | Stadskantoor                                      | 94,4 m                           | 2014      | Kraaijvanger                                             | 24           |            |
| 6  | De Syp                                            | 91,0 m                           | 2019      | OZ                                                       | 30           |            |
| 7  | Galghenwert                                       | 85,6 m (109 m inclusief antenne) | 2007      | Cees Dam                                                 | 23           |            |
| 8  | Le Mirage                                         | 85,5 m                           | 2009      | Kohn Pedersen Fox                                        | 21           |            |
| 9  | Rijkskantoor Westraven                            | 85,1 m                           | 1975/2007 | Lucas & Niemeijer/Cepezed                                | 23           |            |
| 10 | Provinciehuis Utrecht (huidig)                    | 84,9 m                           | 1995      | Van Mourik Vermeulen Architecten                         | 20           |            |
| 11 | NS Hoofdgebouw IV                                 | 76 m                             | 1990      | Ton Fichtinger                                           | 19           |            |
| 12 | Willem C. van Unnikgebouw                         | 75,7 m                           | 1969      | Lucas & Niemeijer                                        | 22           |            |
| 13 | The Rock (Up Living)                              | 74 m                             | 2020      | LIAG Architecten                                         | 23           |            |
| 14 | Van der Valk Utrecht                              | 73,35 m                          | 2017      | OeverZaaijer Architecten                                 | 19           |            |
| 15 | Piet van Dommelenhuis (Nova Building)             | 73,2 m                           | 1971      | Piet van Dommelen                                        | 19           |            |
| 16 | Extrovert                                         | 73,0                             | 2024      | MVSA                                                     | 22           |            |
| 17 | Hojel City Center                                 | 72 m                             | 1994      | Jan van Iersel Architectenbureau Van den Broek en Bakema | 20           |            |
| 18 | WTC Utrecht                                       | 72 m                             | 2018      | MVSA                                                     | 18           |            |
| 19 | Radboudveste                                      | 70,3 m                           | 1976      | Bart van Kasteel                                         | 21           |            |
| 20 | City Campus MAX                                   | 70 m (2x)                        | 2009      | Klunder Architecten                                      | 23           |            |
| 21 | Klundertoren                                      | 68 m                             | 1999      | Klunder Architecten                                      | 18           |            |
| 22 | AXA                                               | 67 m                             | 2001      | De Jong Gortemaker Algra                                 | 16           |            |
| 23 | NH Utrecht Hotel                                  | 66,3 m                           | 1971      | H.N. van Wijk                                            | 22           |            |
| 24 | Pythagoraslaan 101 (De Pyth)                      | 65,0 m                           | 1995      | Kaap Lengkeek                                            | 17           |            |
| 25 | Winthontlaan 1 (W1)                               | 64,5                             | 1995      | Architectenbureau Ellerman, Lucas, van Vugt              | 16           |            |
| 26 | Apollo Residence                                  | 64,3                             | 2008      | Dam & Partners Architecten                               | 20           |            |
| 25 | De Hoogt                                          | 62,3 m                           | 1968      | H. Nefkens en Th. Benschop                               | 20           |            |
| 26 | Neudeflat                                         | 62 m                             | 1961      | Huig Maaskant                                            | 16           |            |

## Toekomstige hoge gebouwen
| Naam                         | Hoogte          | Oplevering | Architect                                      | Status          |
| ---------------------------- | --------------- | ---------- | ---------------------------------------------- | --------------- |
| MARK                         | 140, 100 & 80 m | 2028       | CIE, KCAP, Geurst & Schulze en Karres & Brands | In ontwikkeling |
| Oopen (Jaarbeurspleingebouw) | 105 m           | 2028       | Heatherwick Studio & Barcode Architects        | In ontwikkeling |
| Galaxy Tower                 | 93,6 m          | 2024       | Tangram Architecten                            | In aanbouw      |
| De Generaal                  | 90 m (x2)       | Onbekend   | Onbekend                                       | Toekomstig      |
| Hotel Papendorp              | 75-85 m         | Onbekend   | Ector Hoogstad Architecten                     | In ontwikkeling |
| RIVM                         | 77,5 m          | 2025       | Felix Claus Dick van Wageningen Architecten    | In aanbouw      |
| High Five torens             | 74 m            | 2025       | OZ                                             | In aanbouw      |